# George Horton
Pour les articles homonymes, voir Horton.
George Horton, né le 11 octobre 1859 et mort le 5 janvier 1942, est un diplomate américain.

## Biographie
Il occupe plusieurs postes consulaires en Grèce et en Empire ottoman entre 1893 et 1924. Au cours de deux périodes, il est le consul des États-Unis ou le consul général à Smyrne (de nos jours Izmir en Turquie). La première (1911-1917) prend fin lorsque les États-Unis entrent dans la Première Guerre mondiale et que les relations diplomatiques avec l'Empire ottoman sont coupées. La deuxième (1919-1922) se déroule sous l'administration grecque de la ville pendant la guerre gréco-turque.
Horton est principalement connu pour son livre The Blight of Asia (1926, « le Fléau de l'Asie ») qui donne sa version sur les événements avec des récits de témoins oculaires, notamment sur le nettoyage ethnique systématique de la population chrétienne, avant et pendant l'Incendie de Smyrne.